# Jan Rejchl
Jan Rejchl (7. července 1899 Hradec Králové – 28. února 1985 tamtéž) byl český architekt. Pocházel z významné stavitelské rodiny, jeho otcem byl Václav Rejchl st. a bratrem Václav Rejchl ml., a byl zřejmě nejvýraznějším architektem tohoto rodu. Působil, stejně jako jeho příbuzní, převážně na Královéhradecku.

## Život
Jan Rejchl se narodil jako nejmladší syn Václavu Rejchlovi st. a jeho manželce Anně. Studoval reálné gymnázium v Hradci Králové, ale hned po maturitě, v roce 1917, narukoval na italskou frontu. Po návratu studoval v letech 1919–24 architekturu na pražské technice a navázal dvouletým studiem architektonické speciálky u Josefa Gočára, který Rejchlovo další architektonické působení významně ovlivnil (např. puristická kompozice hmot, obliba režného zdiva). Již při studiu Rejchl navrhl v roce 1922 evangelickou modlitebnu ve Rváčově. V roce 1925 pak krátce nastoupil do rodinné architektonické kanceláře, kterou tou dobou vedl jeho bratr Václav Rejchl ml., záhy ale odešel na placenou stáž do ateliéru svého pedagoga z techniky Antonína Engela, kde strávil období od července 1926 do února 1927. Po návratu do Hradce Králové se vrátil do rodinné kanceláře, 1. ledna 1930 se pak zcela osamostatnil a samostatně projektoval až do roku 1948.
Přelom 20. a 30. let 20. století znamenal pro Jana Rejchla největší vytížení. Působil na velkých reprezentativních zakázkách, nevyhýbal se ale ani projektům menšího rozsahu, navrhoval například turistické chaty, rodinné vily, a nezanedbatelnou část jeho tvorby tvoří pomníky. Budoval rovněž akademickou kariéru, v roce 1947 mu byl na VUT v Brně udělen titul docenta a Rejchl pak na této škole přednášel především dějiny stavebních slohů a také publikoval. V létě roku 1948 byl osloven Ladislavem Machoněm, aby se stal ředitelem nově vznikajícího královéhradeckého projekčního ústavu, který sdružoval veškeré znárodněné architektonické praxe (státní organizace Stavoprojekt). V roce 1953 vyšel asi nejpozoruhodnější Rejchlův teoretický spis, Harmonie architektonického díla, který celkem otevřeně kritizuje architekturu socialistického realismu, ale také architekturu funkcionalistickou, k jejímž principům nikdy nenašel cestu. Po ukončení působení na brněnské technice v roce 1953 se Jan Rejchl plně věnoval práci ve Stavoprojektu v Hradci Králové (spolupracoval zde s architekty Františkem Steinerem, Václavem Rohlíčkem a také se svým synem Milanem Rejchlem), zaměřoval se zejména na urbanistické plány a studie. Podílel se také na památkářské činnosti svého bratra Václava Rejchla ml., a to zejména formou památkových obnov (radnice v Třebechovicích, mlýn v Ratibořicích, zámek Vlčice u Trutnova).

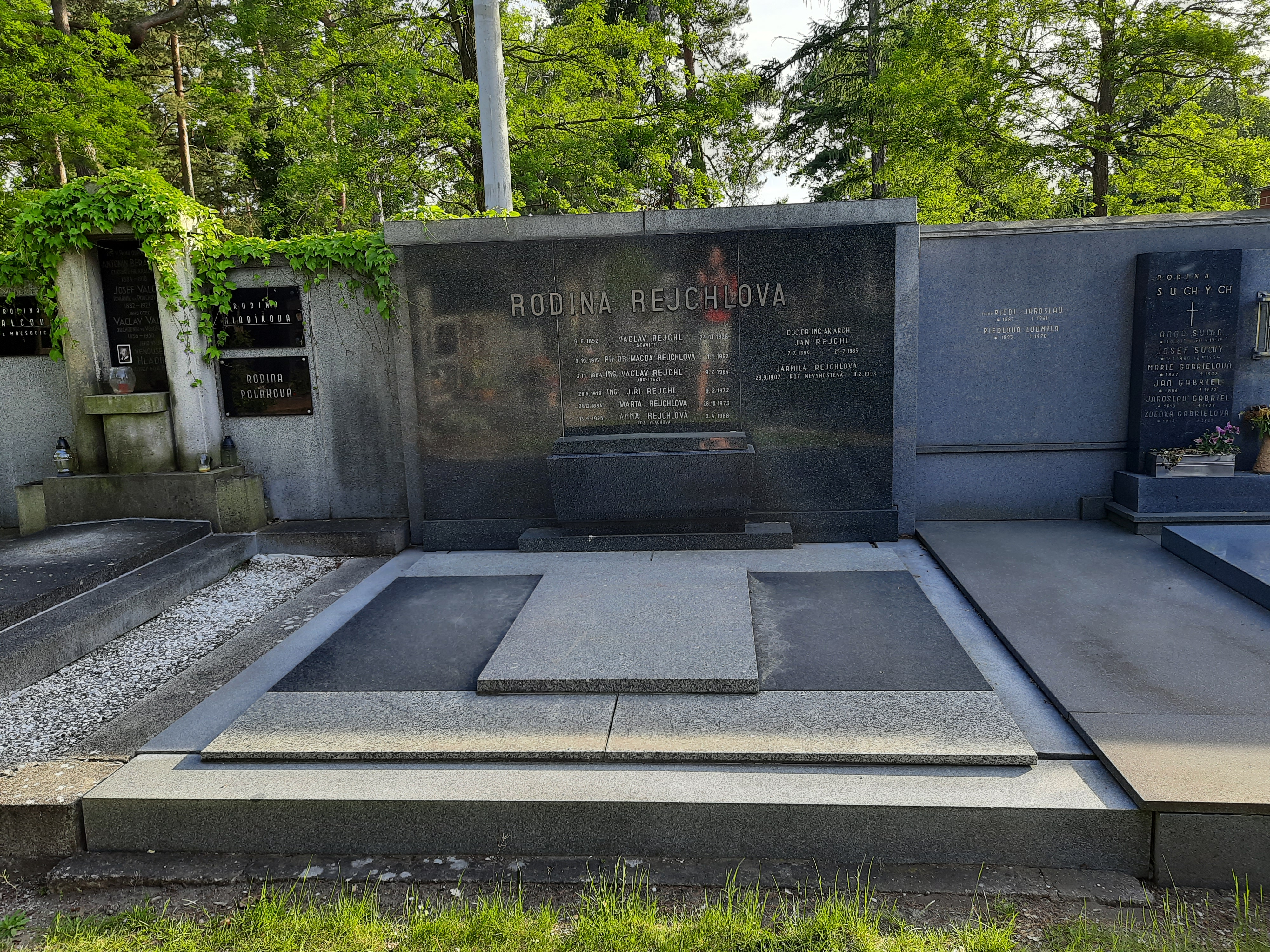
Hrobka rodiny Rejchlovy na hřbitově v Pouchově

Jan Rejchl odešel na odpočinek v roce 1975 a zemřel 25. února 1985. Pohřben byl do rodinné hrobky na hřbitově v Pouchově.

## Dílo
- evangelická modlitebna, Rváčov u Lomnice nad Popelkou (1922–23)[3][6]
- některé realizace v areálu fakultní nemocnice (např. dětský pavilon, hospodářská budova, obytná budova pro lékaře a další), Sokolská 581, Hradec Králové (1925–54)[4][5][6]
- Státní průmyslová škola v Hradci Králové, Pospíšilova čp. 787 (1927–31)[3][4][5][6]
- Hlavní nádraží Hradec Králové, Riegrovo náměstí 914, spolupráce s Václavem Rejchlem ml. (1928–29)[3][4][5][6]
- přístavba Městská spořitelna, Velké náměstí čp. 800, Hradec Králové (1928–31)[4][5][6]
- památník slezského odboje na Ostré hůrce, Háj u Opavy, spolupráce s Josefem Wagnerem (1929, později zbořeno)[3][6]
- Sklářský výzkumný ústav, Škroupova 957, a Obchodní, živnostenská a průmyslová ústředna, Škroupova 695, Hradec Králové (1929–30)[3][4][5][6]
- městská spořitelna, hudební škola, okresní úřad Slaný (1928–31)[3][6]
- ozdravovna Solnice (1930–32)[6]
- chata Jiráskův dům v Orlických horách (1931)[6]
- Československá národní banka, nám. Osvoboditelů 798, a Okresní hospodářská záložna, nám. Osvoboditelů 820, Hradec Králové (1931)[3][5][6]
- Krajský soud a věznice, Hradec Králové, spolupráce s Václavem Rejchlem ml. (1931–35)[3][6]
- vila Františka Hrouzka, Hradební 819, Hradec Králové (1931)[5][7]
- Steinova vila (vila Waltera Steina), Balbínova čp. 821, Hradec Králové (1932)[4][5][7]
- vila Ing. Seiferta v Hradební ulici čp. 819, Hradec Králové (1932–34)[4][6]
- vila pro M. Skálu v Hornokrčské ulici čp. 698, Praha[4][6]
- Městská spořitelna, Rychnov nad Kněžnou (1932)[3][6]
- pomník náměstka starosty Hradce Králové J. L. Pospíšila, spolupráce se sochařem Josefem Škodou (1932)[6]
- rohový obytný a obchodní dům pro továrníka Kasala v Rychnově nad Kněžnou (1932)[6]
- vila MUDr. Mazačové, Heřmanův Městec (1932–33)[3][4][6]
- Městská spořitelna, Heřmanův Městec (1933)[6]
- restaurační pavilon, Jiráskovy sady čp. 237, Hradec Králové (1932–33)[4][5][6]
- činžovní dům pro zaměstnance firmy Josefa Nevyhoštěného, Průmyslová čp. 944, Hradec Králové (1933)[4][6]
- Heldův památník v Třebechovicích pod Orebem, spolupráce s Josefem Škodou (1933)[6]
- vila Dr. Grima v Opočně (1933–34)[6]
- rodinný dům pro paní Kánskou, Nové Město nad Metují (1933–34)[3][6]
- horská chata Panorama, Čihák v Orlických horách (1933–34)[3][6]
- Občanská záložna Červený Kostelec (1934)[3][6]
- Městská spořitelna Dobruška (1934)[3][6]
- nástavba podniku firmy Pilnáček na Pospíšilově třídě v Hradci Králové (1934–35)[6]
- Okresní úřad a soud Náchod (1935–36)[3][6]
- Budova velitelství 2. armádního sboru (později Lékařská fakulta UK) a dvě důstojnické vily, Šimkova čp. 870, 878 a 879, Hradec Králové (1936–37)[3][4][5][6]
- Městská spořitelna, Týn nad Vltavou (1936–37)[3][6]
- výcvikové středisko ČS armády v Bedřichově (1937–38)[3][6]
- modernizace a přístavba nemocnice v Nechanicích (1938)[6]
- automatická telefonní a telegrafní ústředna, třída ČSA čp. 954, Hradec Králové (1946–48)[4][5][6]

V rámci Stavoprojektu:
- prádelna a chemická čistírna, Labská kotlina čp. 960, Hradec Králové (1948–50)[4][6]
- přestavba Starého mlýna, Ratibořice (1950–52)[3][6]
- školní internáty v Jaroměři a v Náchodě (1950–52)[6]
- rekonstrukce rodného domku Františka Vladislava Heka v Dobrušce (1961–63)[6]
- projekt interiérů domu kultury ROH v Ústí nad Labem, spolupráce s Ing. arch. Václavem Rohlíčkem (1960–65)[6]
- základní škola na Slezském Předměstí (ZŠ JIH), Hradec Králové (1966)[4][6]
- budova průmyslové školy kovo-elektro v zamýšleném komplexu učilišť na Moravském předměstí, Hradec Králové, spolupráce s Karlem Schmiedem (1968–70)[4][6]
- projekt rekonstrukce domů č. 2–4 v Mýtské ulici v Hradci Králové s reliéfy od sochaře Ladislava Zívra (1968–72)[6]
- základní škola v Labské kotlině II. (ZŠ Bezručova), Hradec Králové, spolupráce se Zdeňkem Gabrielem (1970)[4][6]
- vlastní vila, Plácelova čp. 1209, Hradec Králové (1968–69)[4]
- územní plány měst Žamberk a Lázně Bělohrad (1970–73)[6]
- návrh nároží firmy Petrof v Hradci Králové, spolupráce s Milanem Rejchlem (1975)[6]
- návrh přístavby průmyslové školy stavební v Pospíšilově třídě v Hradci Králové (1975–78)[6]

## Galerie původních budov

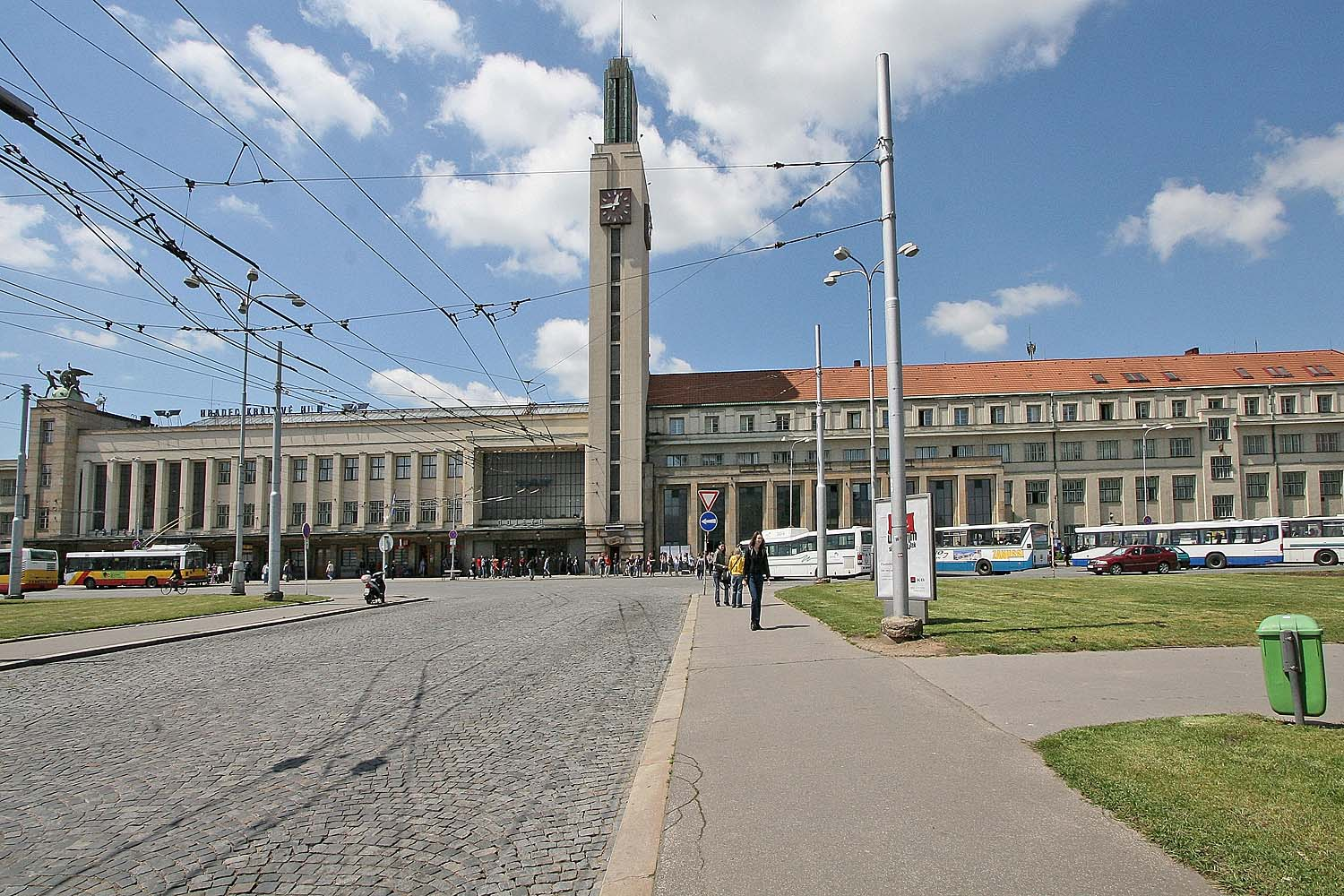
Hlavní nádraží v Hradci Králové
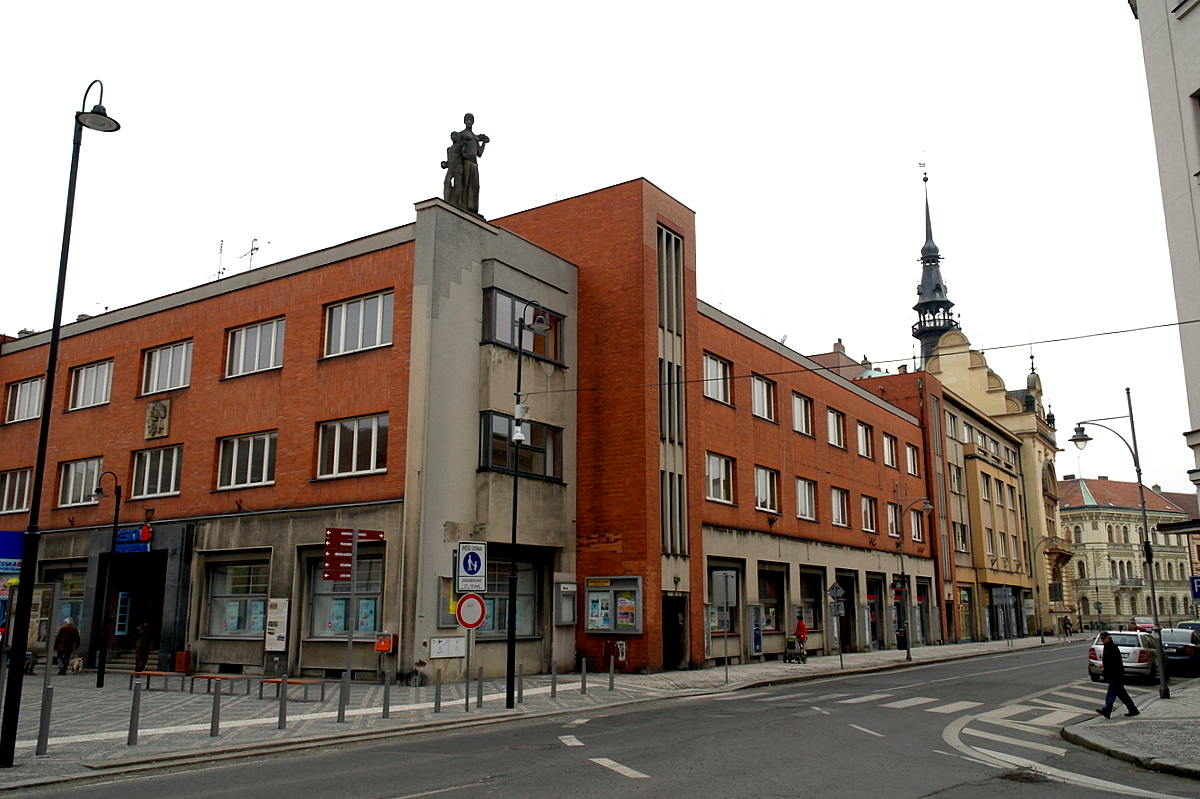
Městská spořitelna Slaný
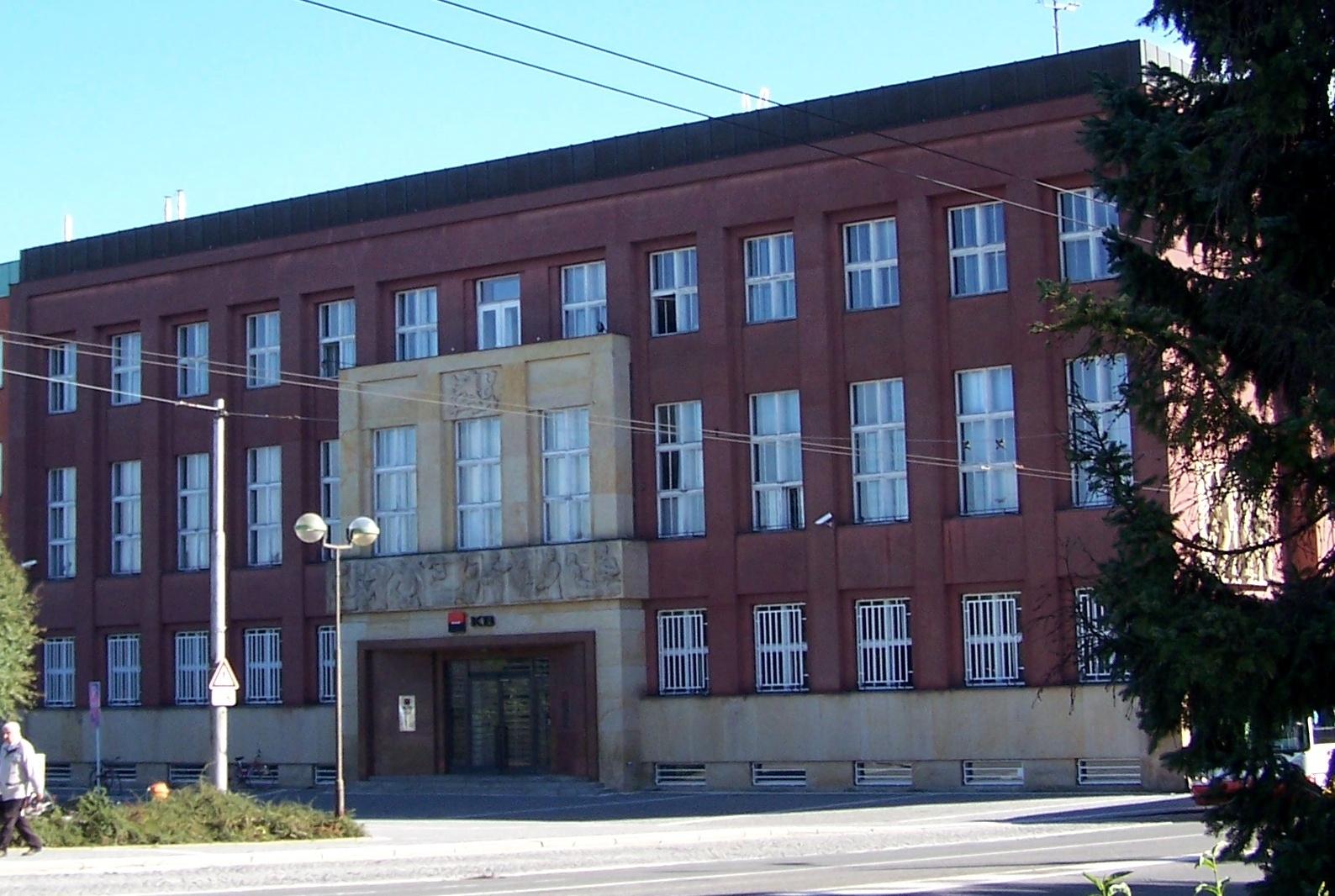
Československá národní banka, nám. Osvoboditelů 798, Hradec Králové
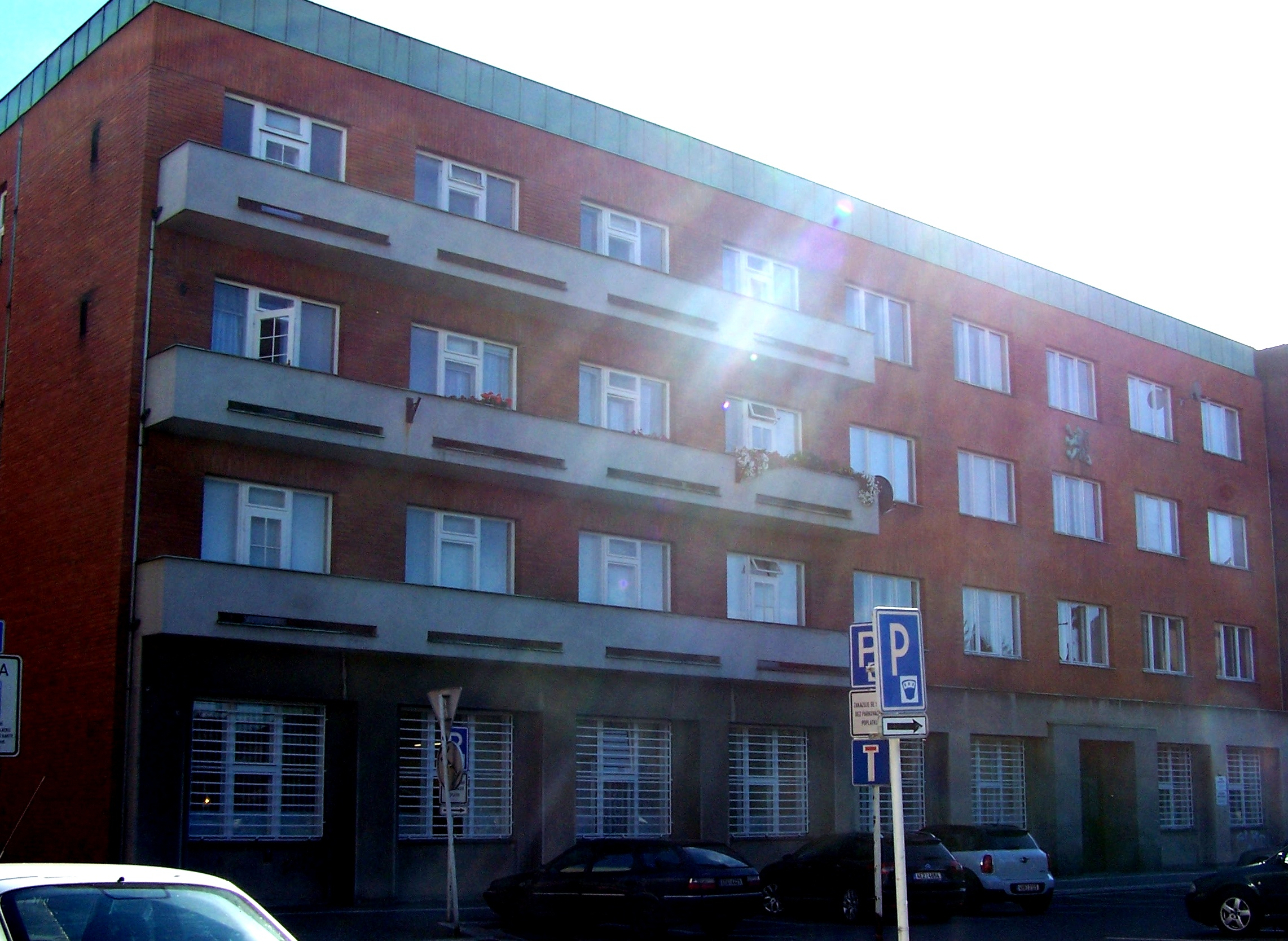
Nám. Osvoboditelů 820, Hradec Králové
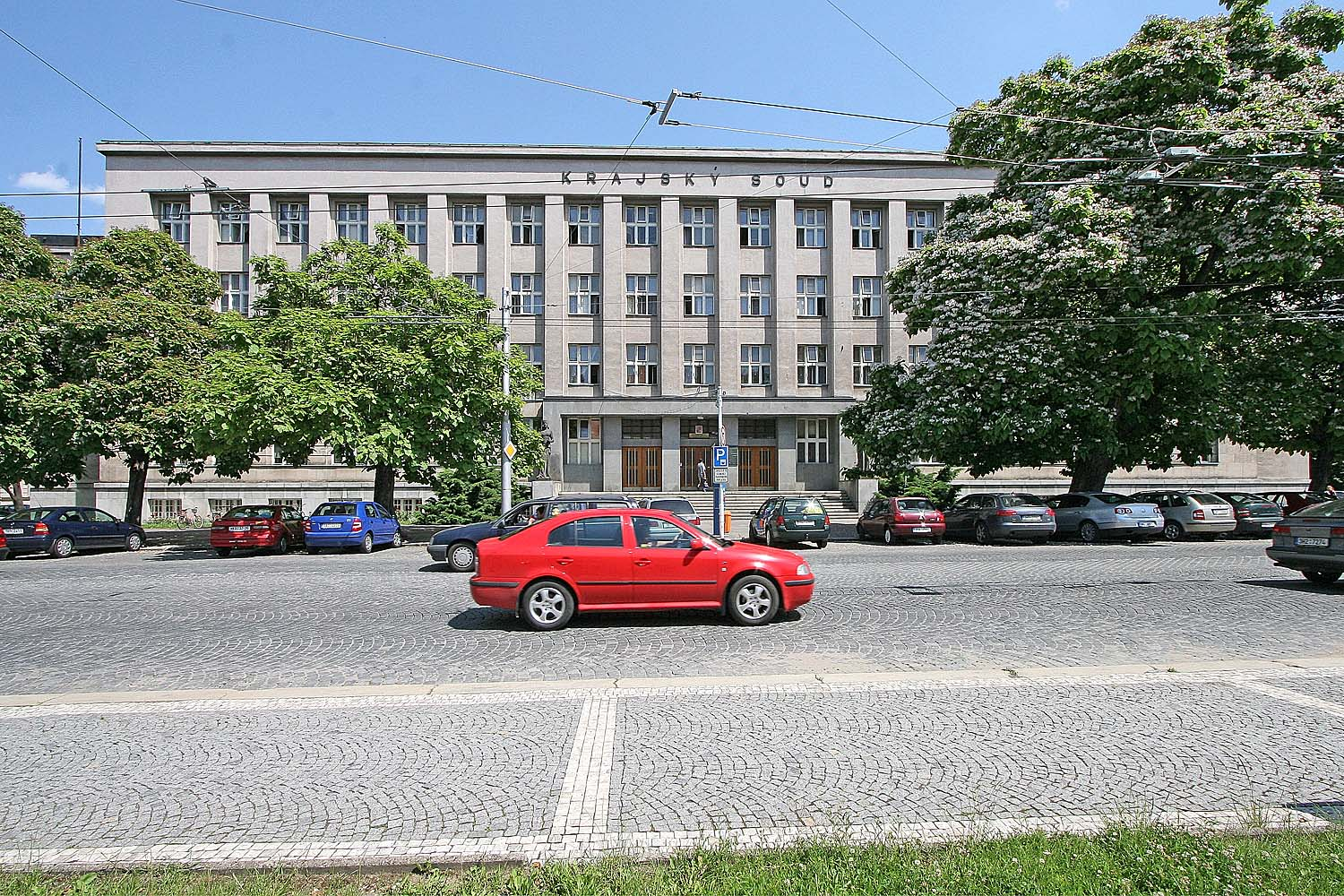
Krajský soud v Hradci Králové
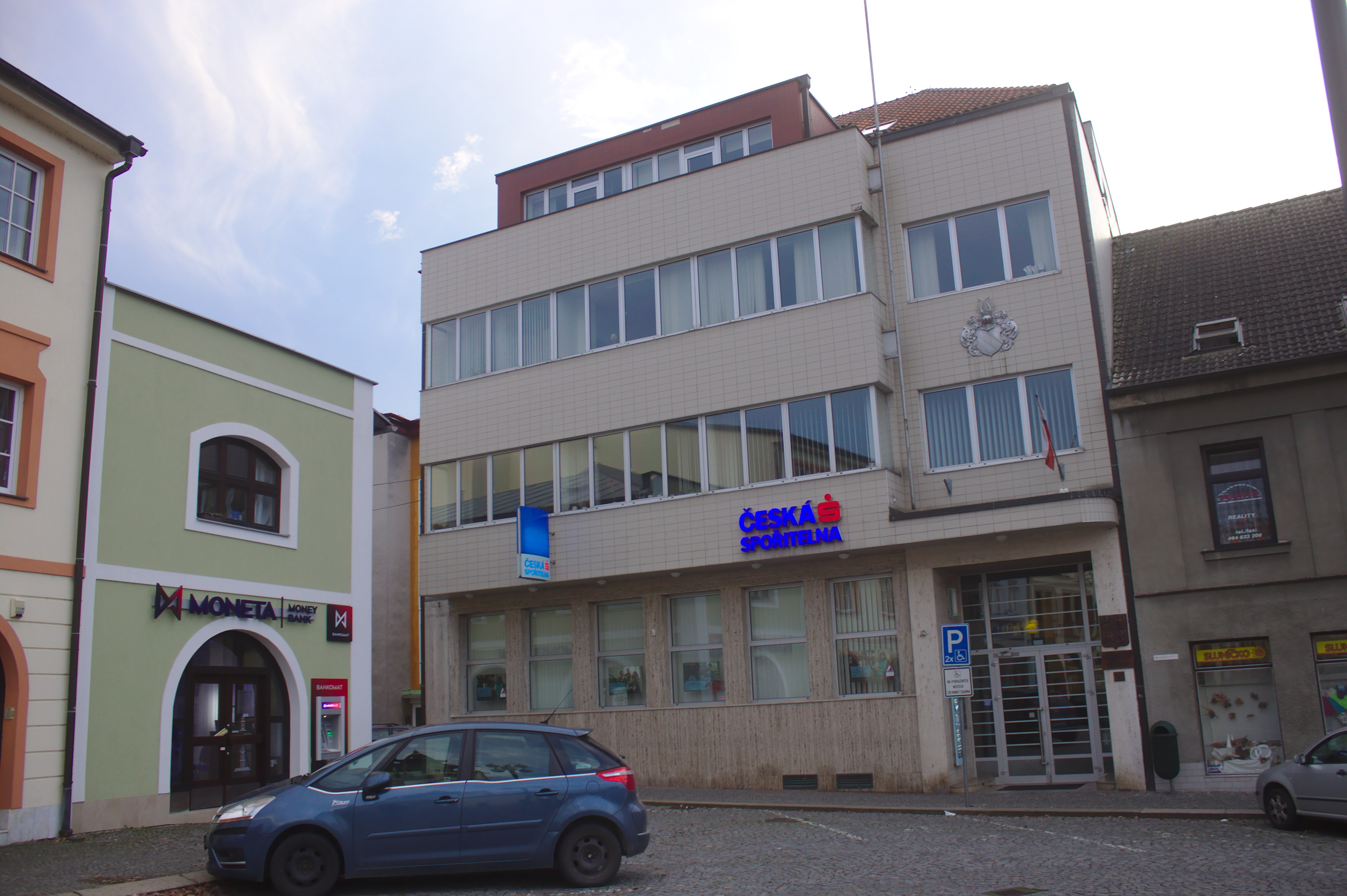
Městská spořitelna v Dobrušce
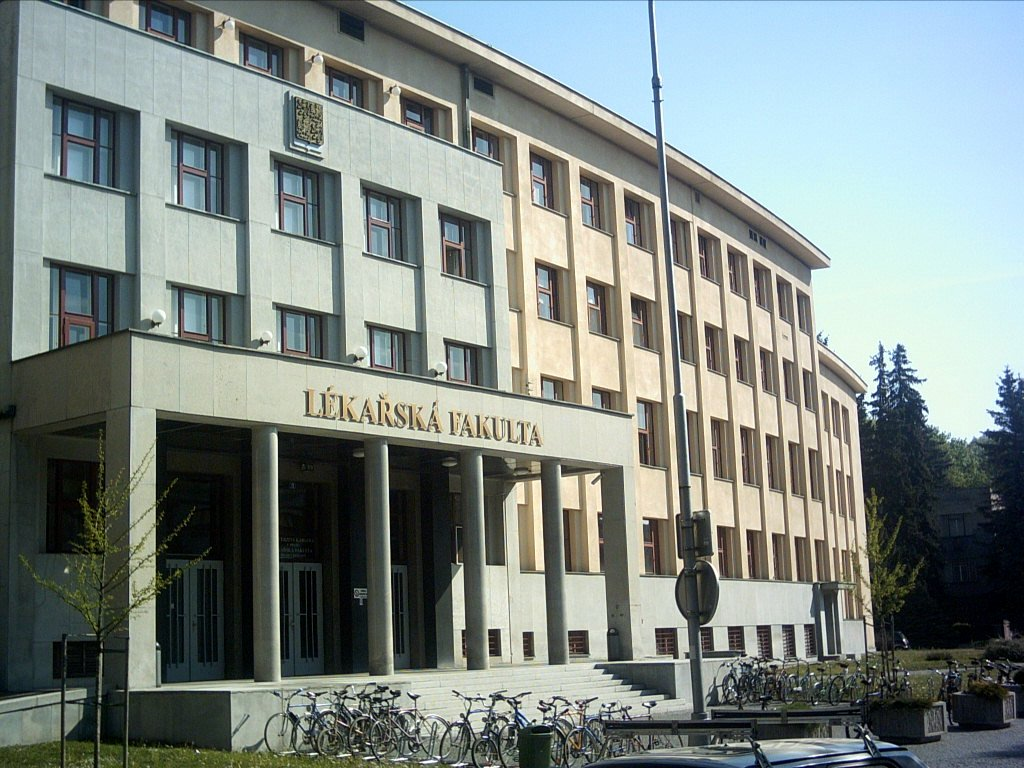
Bývalá budova velitelství, dnes lékařská fakulta v Hradci Králové
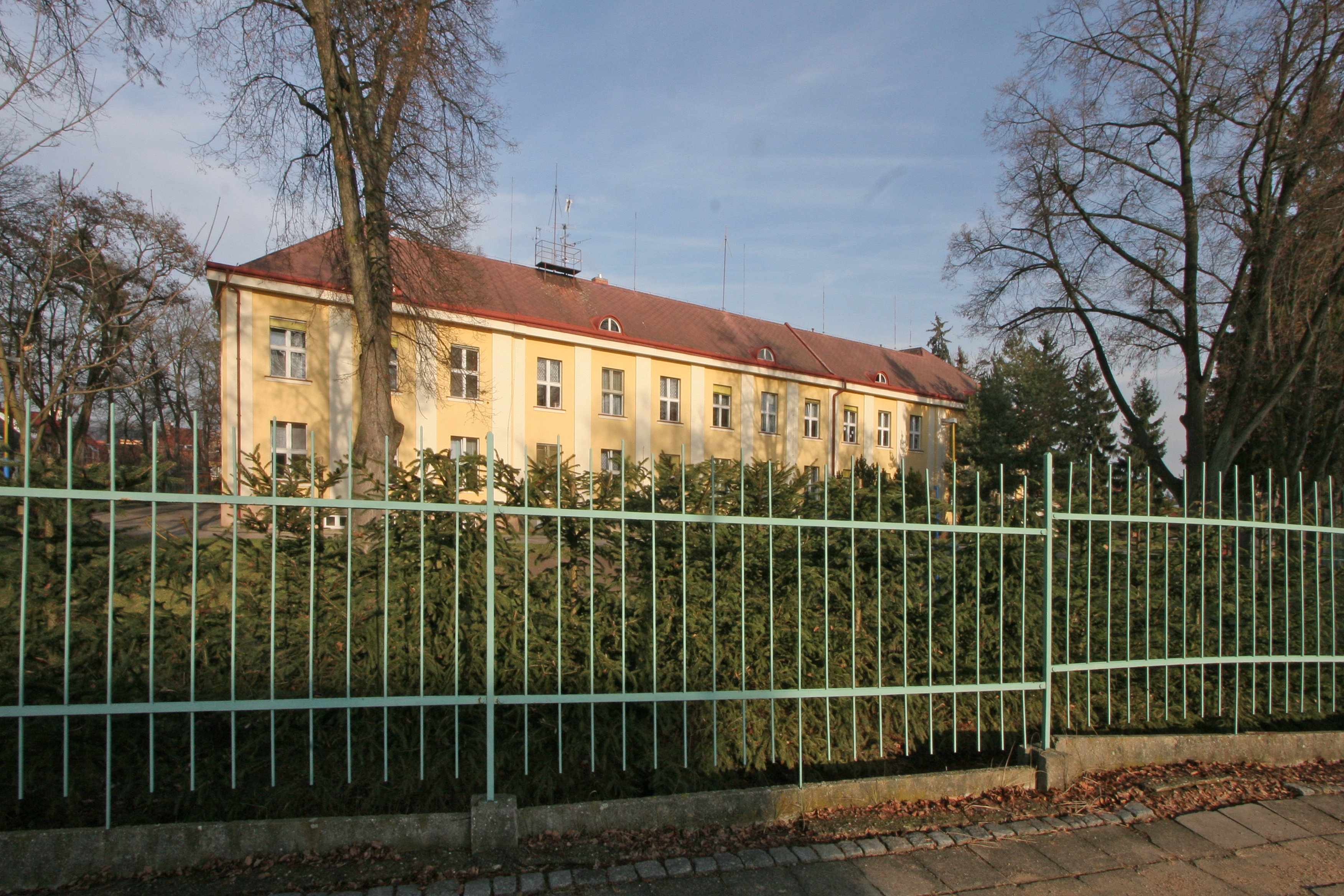
Nemocnice Nechanice
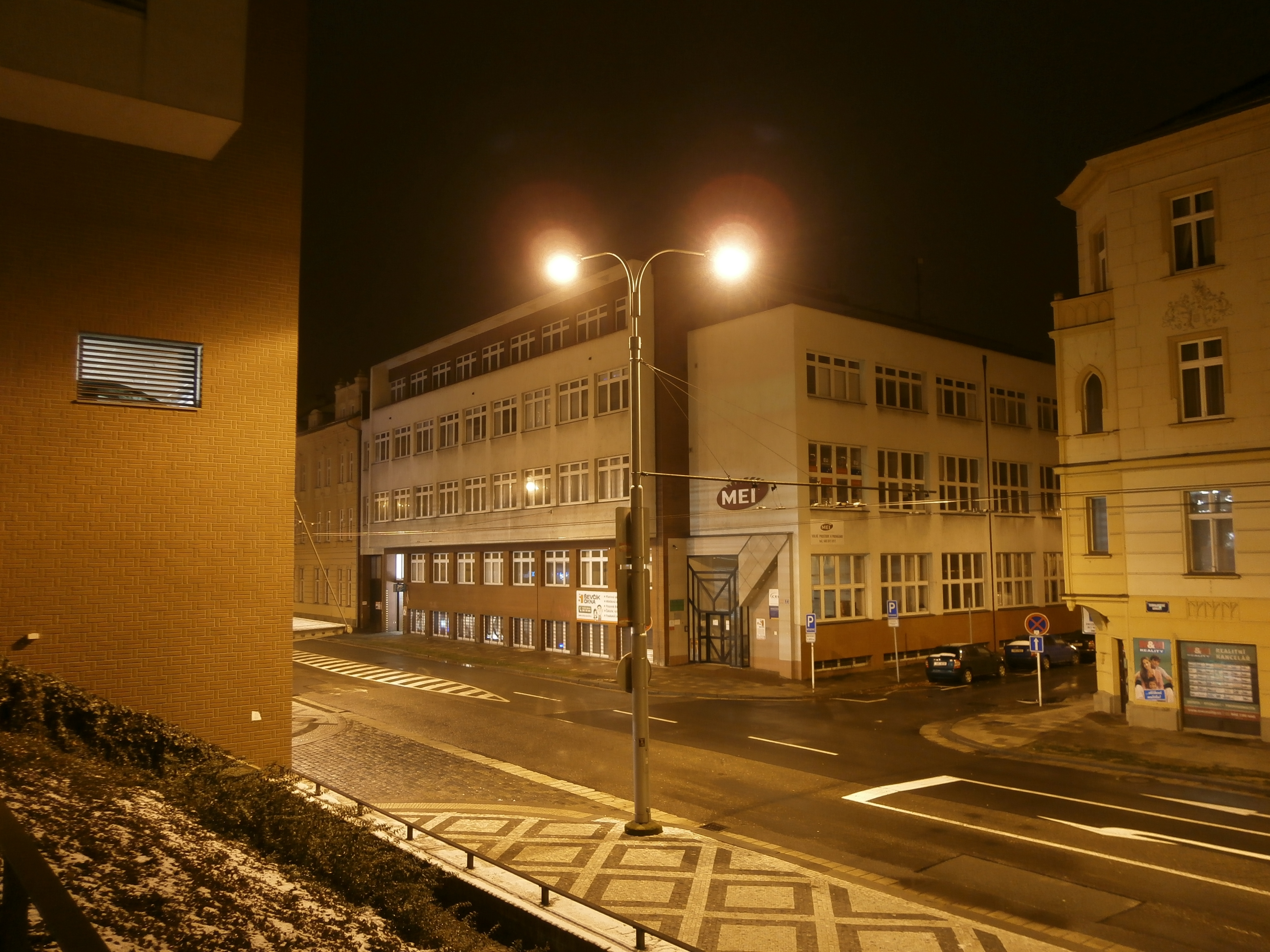
Automatická telefonní ústředna Hradec Králové

## Galerie památkových obnov

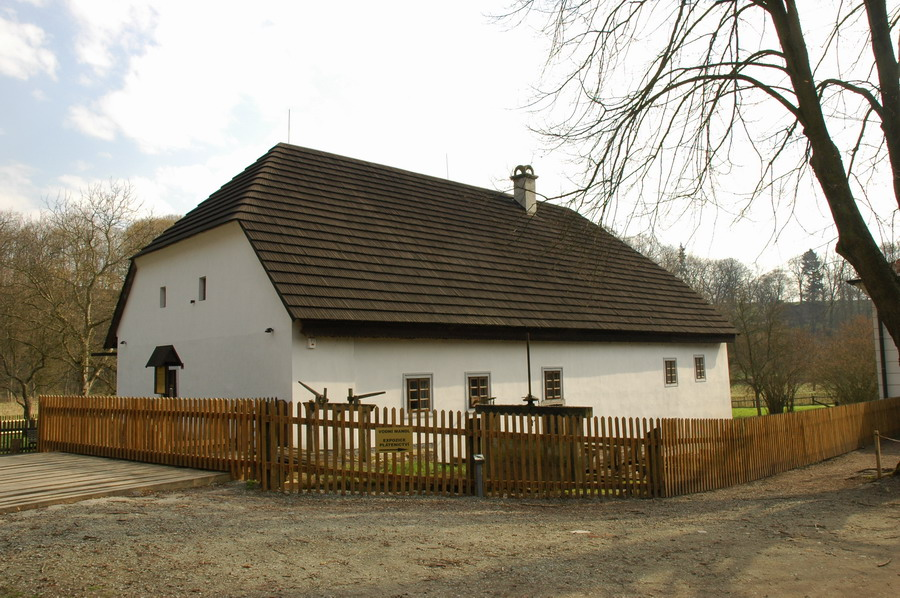
Mlýn v Ratibořicích
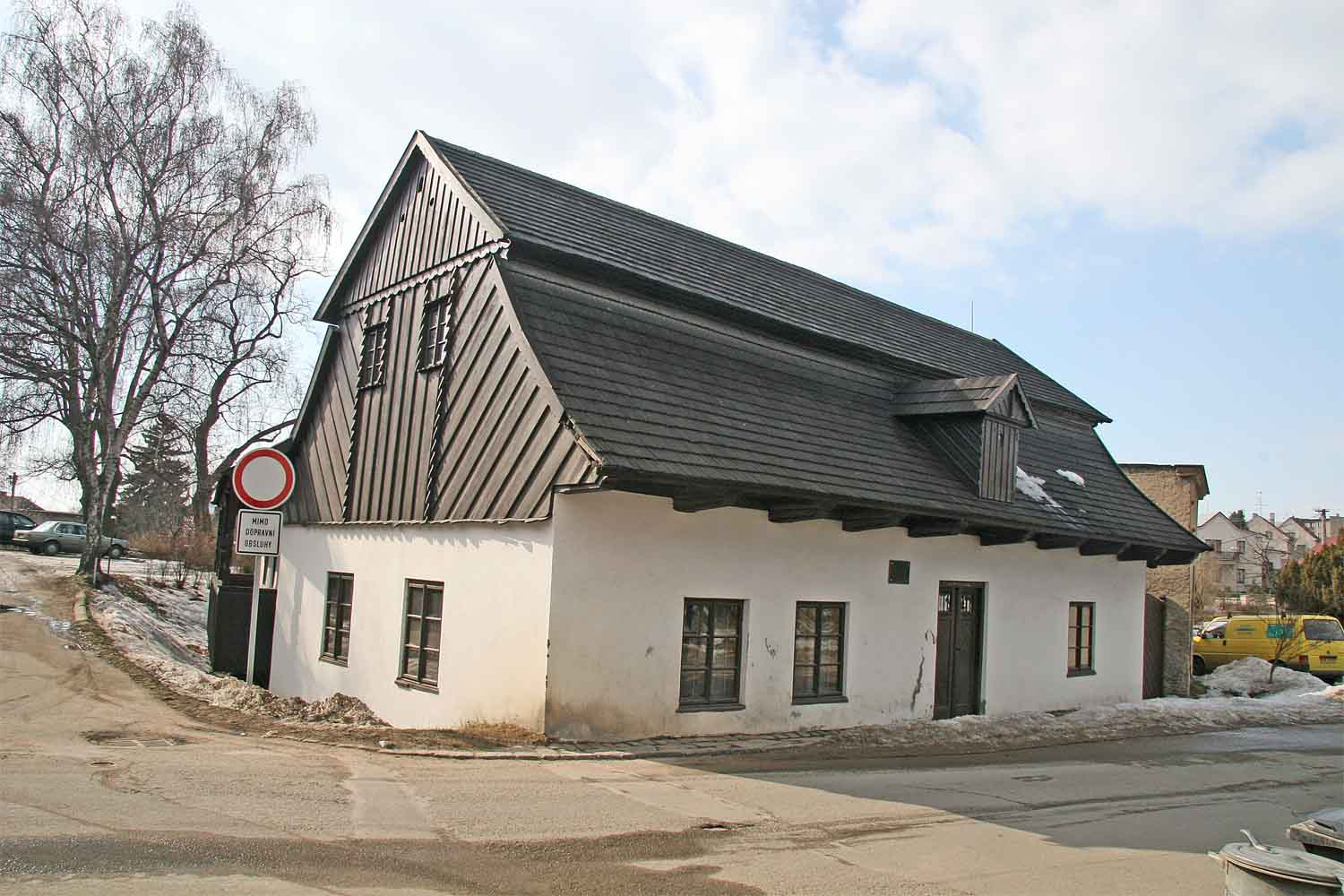
Rodný domek F. V. Heka v Dobrušce
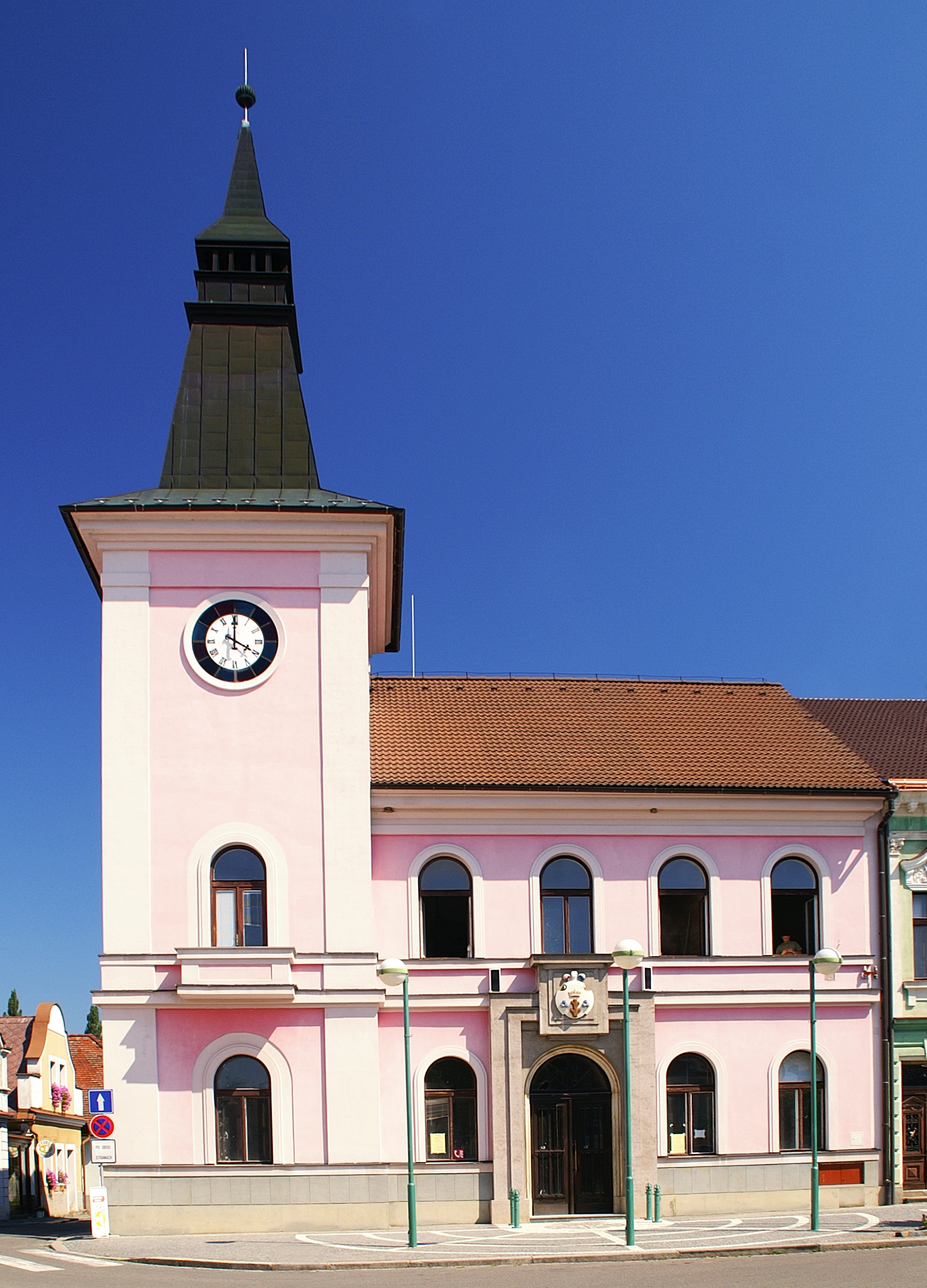
Radnice v Třebechovicích

## Galerie pomníků

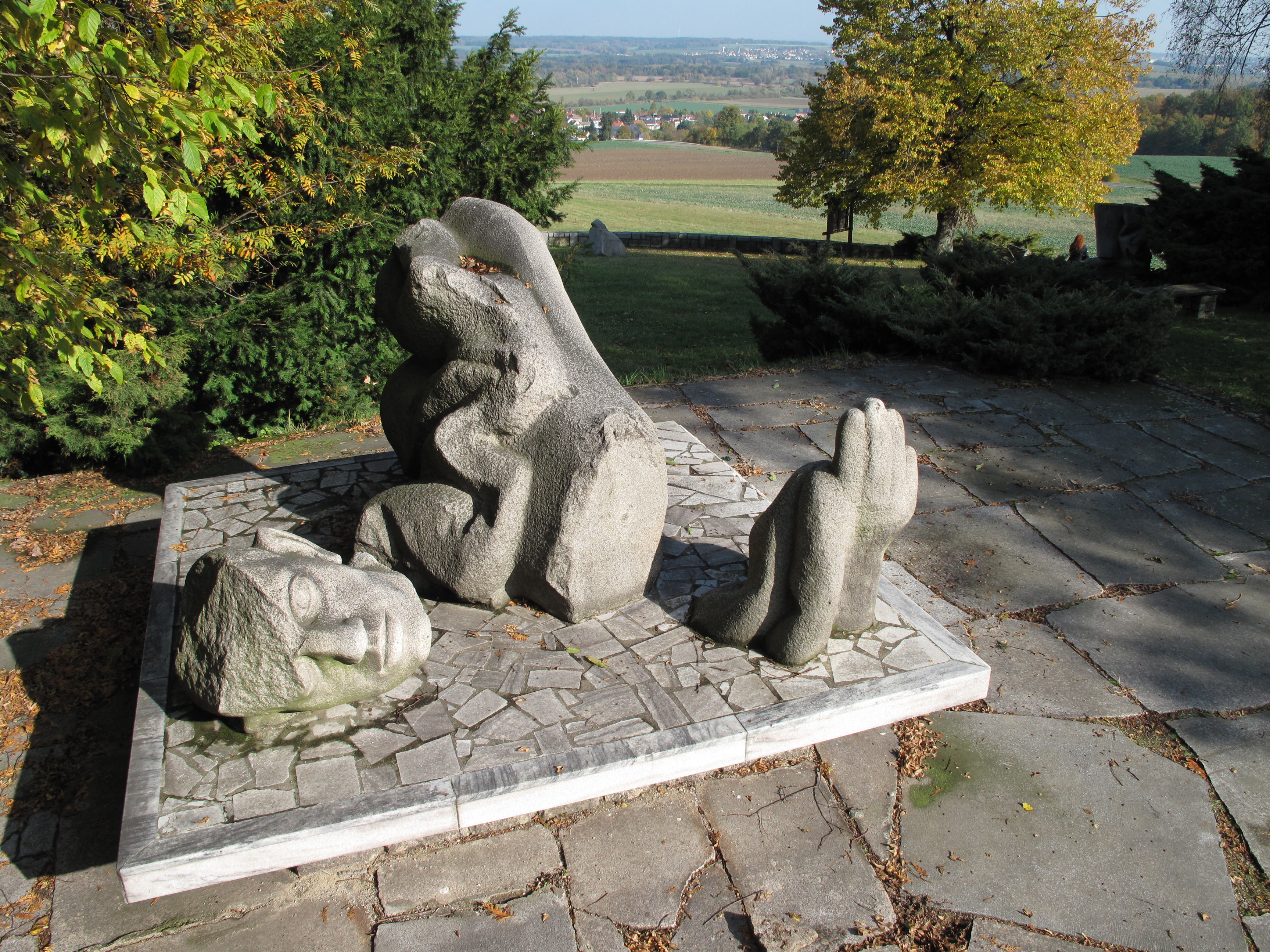
Památník slezského odboje Ostrá hůrka
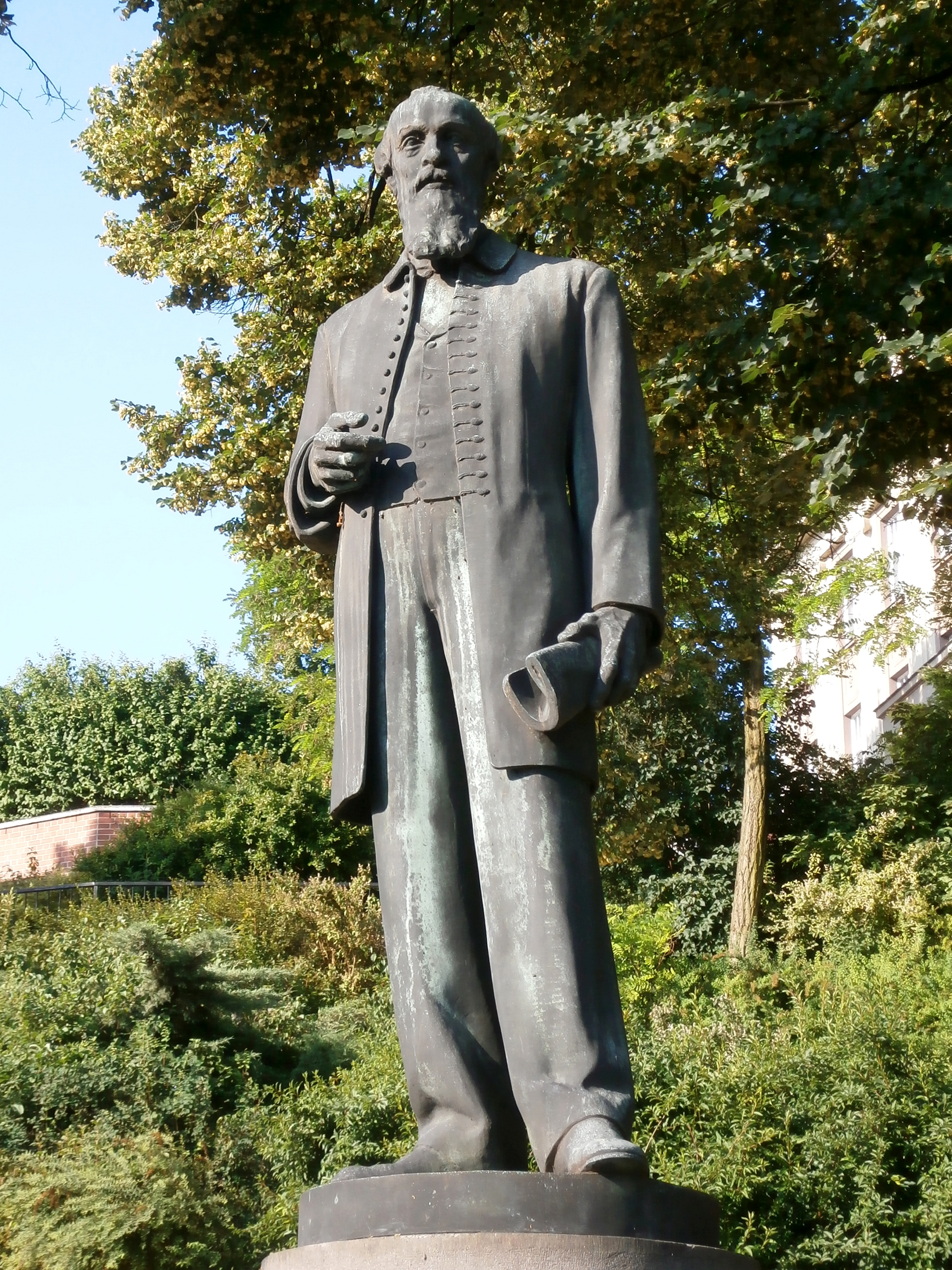
Pomník J. L. Pospíšila
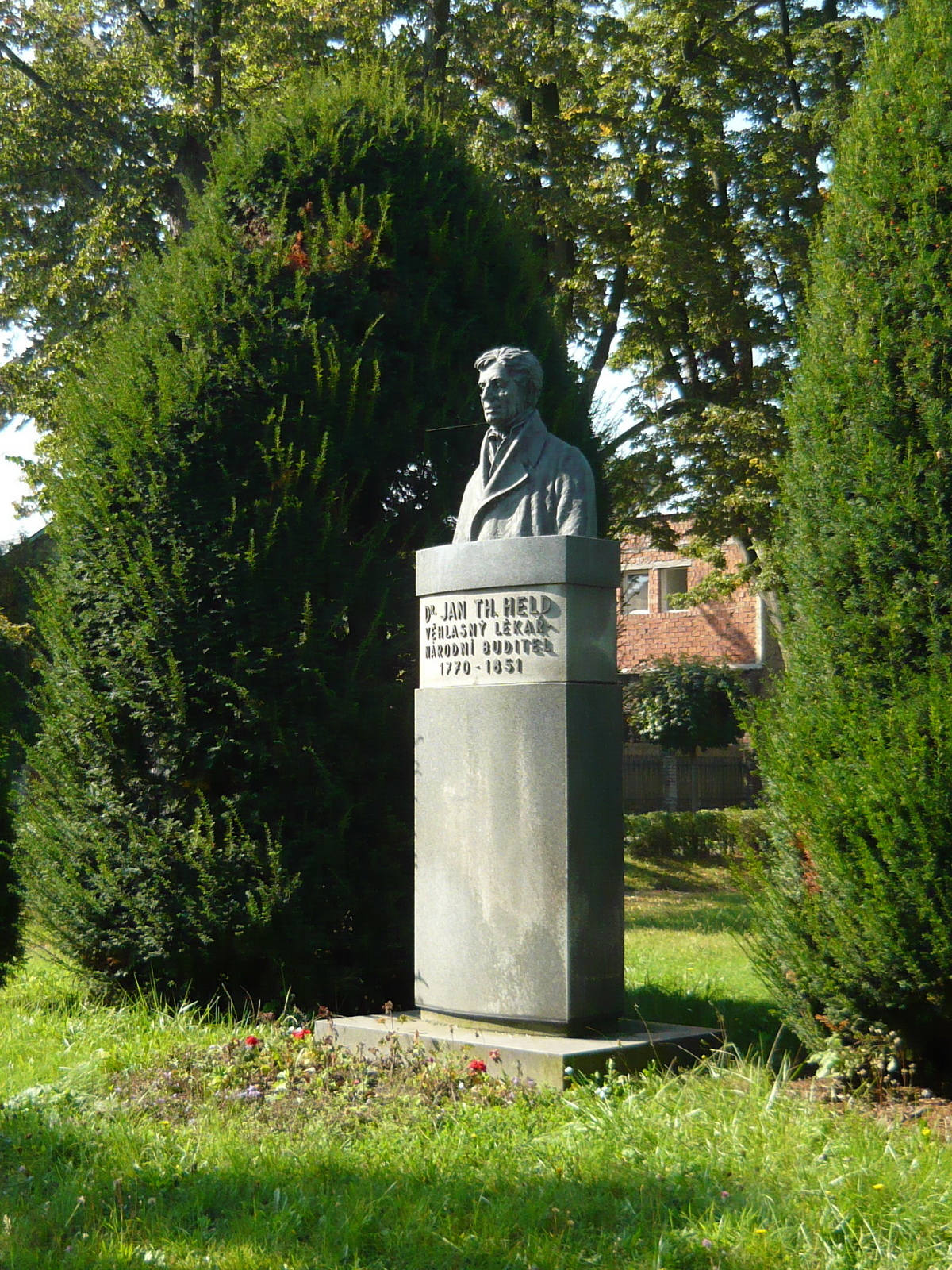
Pomník J. T. Helda v Třebechovicích